# 世界スノーボード連盟
世界スノーボード連盟（英: World Snowboard Federation、WSF）は、スノーボードのパイオニアやプロスノーボーダーによって作られた独自の精神や本来の文化によってスノーボードが成長・促進できるよう活動しているスノーボードの国際競技連盟。

## 概要
国際スノーボード連盟が2002年6月に解散し、何カ国かはそれに代わる組織の必要性を感じていた。ノルウェーと日本が音頭を取り、オーストリア、カナダ、チェコ、ドイツ、イギリス、イタリア、日本、韓国、ニュージーランド、ノルウェー、ロシア、スロベニア、スペイン、アメリカの各国協会によってスノーボードの新国際競技連盟が生まれた。
本部はチェコの首都、プラハ。
なお、オリンピック・ムーブメントにおいて、スノーボードを管轄するのは国際スキー・スノーボード連盟であり、当連盟は無関係である。

## 沿革
- 2002年8月10日 ドイツのミュンヘンで発足、チェコ共和国で法人化される。

### 歴代会長
- Steinar Arvensen （2002年～）
- Gunnar Tveit
- Marco Sampaoli
- Dominic Kuhn （2023年～）

## 大会
TTRワールドスノーボードツアーと共同でツアーを行っており、2012年からは4年に1度に世界選手権（World Snowboarding Championships 2012、Corona World Championships of Snowboarding 2016）を開催している。

## 組織
各国協会の代表と、WSFのライダーによって総会を構成する。
会長、副会長、財務担当者、投票権のない有給CEO、そして最大3名のそのほかの会員の最大7名で理事会を構成する。
会員は各国協会とその構成会員である。各国協会の会員、プロ団体も各国協会の構成会員となり得る。そのほか、構成会員、名誉会員がある。
アジア、ヨーロッパ、北アメリカ、南半球にエリア分けされている。

### ヨーロッパ
- 新オーストリアスノーボード協会（英: New Austrian Snowboard Association、NASA）
- ベルギースノーボード連盟（BSF）
- チェコスノーボード協会（英: Asociace ceského snowboardingu、ACS）
- フィンランドスノーボード協会（英: Finnish Snowboard Association、NASA）
- フランススノーボード協会（英: French Snowboard Association）
- ドイツ
- イタリアスノーボード連盟（英: Federazione Snowboard Italia、FSI）
- カザクスタン
- キルギスタン
- ラトビア
- オランダ
- ノルウェイスノーボード連盟（英: Snowboardforbundet、SB）
- ポーランド
- ロシア
- スロバキアスノーボード協会（英: Snowboardová asociácia Slovenska、SAS）
- スペイン
- スウェーデンスキー協会（英: Swedish Ski Association）
- スイス
- トルコ
- ウクライナ
- イギリススキー＆スノーボード連盟（英: British Ski & Snowboard Federation、BSSF）

### 北アメリカ
- カナダスノーボード連盟（英: Canadian Snowboard Federation、CSF）
- アメリカスノーボード協会（英: United States of America Snowboard Association、USASA）

### アジア
- 日本スノーボード協会（英: Japan Snowboarding Association、JSBA）
- 韓国スノーボード協会（英: Korean Snowboarding Association、KSBA）

### 南半球
- オーストラリア